# Chu trình phosphor

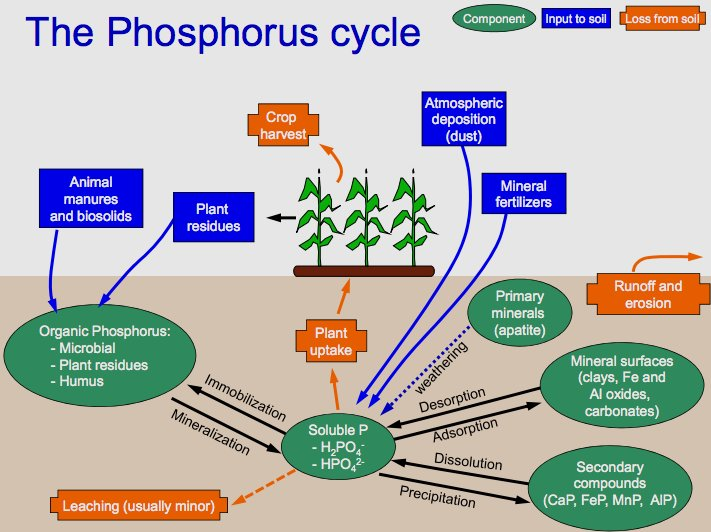
Chu trình phosphor trong đất

Chu trình phosphor là chu trình sinh địa hóa mô tả sự vận động của phosphor qua thạch quyển, thủy quyển và sinh quyển. Không giống như nhiều chu trình sinh địa hóa khác, khí quyển không đóng một vai trò quan trọng trong sự vận động của phosphor, bởi vì phosphor và các hợp chất gốc phosphor thường là chất rắn ở tầm nhiệt độ và áp lực thông thường được tìm thấy trên Trái Đất. Sự sản sinh ra khí photphin diễn ra chỉ dưới những điều kiện cục bộ được chuyên môn hóa.
Trên mặt đất, trải qua hàng ngàn năm phosphor dần dần trở nên ít có sẵn đối với thực vật, vì nó dần dần mất đi theo dòng chảy. Sự tập trung phosphor thấp trong đất làm giảm sự phát triển của thực vật, và làm chậm sự phát triển của vi sinh vật trong đất - như đã được trình bày trong các nghiên cứu về sinh khối vi sinh vật trong đất. Các vi sinh vật trong đất đóng vai trò làm cả nguồn lẫn bồn phosphor có sẵn trong chu trình sinh địa hóa. Một cách cục bộ, sự biến đổi của phosphor là về mặt hóa học, sinh học và vi sinh vật: tuy nhiên sự truyền đi lâu dài chủ yếu trong chu trình toàn cầu lại được làm cho hoạt động bằng các chuyển động kiến tạo mạng trong niên đại địa chất.